# Smittia tshernovskii
Smittia tshernovskii är en tvåvingeart som först beskrevs av Zvereva 1950.  Smittia tshernovskii ingår i släktet Smittia och familjen fjädermyggor. Inga underarter finns listade i Catalogue of Life.